# Torre Isozaki
La Torre Isozaki o Torre Allianz (soprannominata il Dritto) è un grattacielo progettato dall'architetto giapponese Arata Isozaki e dall'architetto italiano Andrea Maffei sito nella città di Milano. Con i suoi 209,2 metri di altezza, è l'edificio più alto d'Italia per numero di piani (50), misurando circa 260 metri con l'antenna. La torre è stata eletta da Emporis il terzo grattacielo più bello per il 2015.

## Costruzione

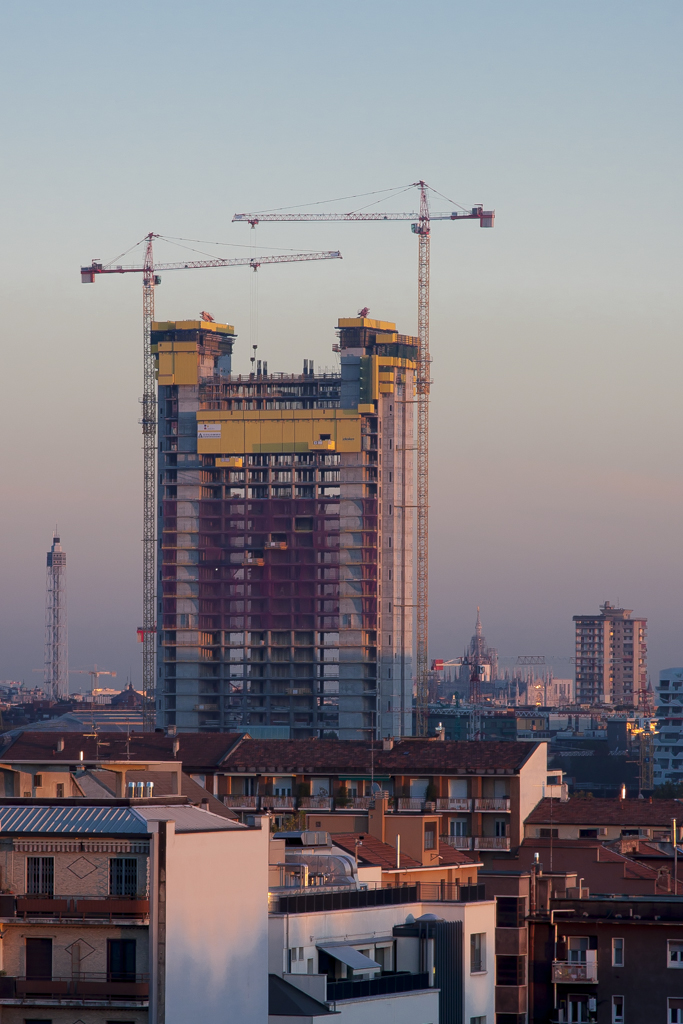
L'edificio in fase di costruzione

Il 13 marzo 2012 sono iniziati i lavori preparatori per la costruzione della torre, con la realizzazione della piastra di fondazione, che ha una dimensione di circa 63 x 27 metri.
Nel maggio 2012 è stato aggiudicato l'appalto per la progettazione esecutiva e la costruzione dell'edificio.
L'innalzamento vero e proprio della struttura ha avuto inizio nell'estate dello stesso anno, al termine della quale, in autunno, l'edificio ha superato il livello della strada.
La velocità di costruzione è aumentata considerevolmente nel corso dell'anno successivo fino a stabilizzarsi su un piano a settimana nel maggio dello stesso anno. Come si può constatare dalla numerazione dei piani, iniziata a partire dal settimo e applicata successivamente anche ai piani inferiori nel 2013, lo scheletro dell'edificio ha raggiunto il 9º piano a giugno, il 13º piano a luglio, il 17° ad agosto, il 21º piano a settembre e il 27º piano a novembre.
Nel mese di novembre è anche iniziata la fase di copertura delle facciate (cladding) dell'edificio, con l'installazione dei pannelli di vetro che, sul finire del 2013, hanno raggiunto l'ottavo piano. Il 29 marzo 2014 la torre ha raggiunto il 38º piano e la copertura di pannelli di vetro ha raggiunto il 23º piano. Il 29 giugno la torre ha raggiunto il 49º piano e la copertura di pannelli in vetro ha raggiunto il 33º piano. Il 31 luglio 2014 la costruzione ha raggiunto il 50º e ultimo piano arrivando a un'altezza di poco più di 210 metri, mentre la copertura delle facciate è arrivata al 40º piano.
Il 28 febbraio 2015 è terminata la costruzione dell'antenna che ha portato il grattacielo ad avere un'altezza complessiva di 250 metri. Il 14 novembre 2015 la torre Allianz è stata ufficialmente inaugurata.
Il 9 aprile 2022 un intervento tecnico all'antenna, con l'ausilio di un elicottero, ha esteso la sua altezza con un nuovo tronco di traliccio portando l'altezza complessiva a circa 260 metri.
L'intero lavoro di costruzione e progettazione fu affidato all'impresa edile lecchese Colombo Costruzioni S.p.A., gestore anche dell'edificazione del Progetto Porta Nuova e del Bosco Verticale.

## Utilizzo

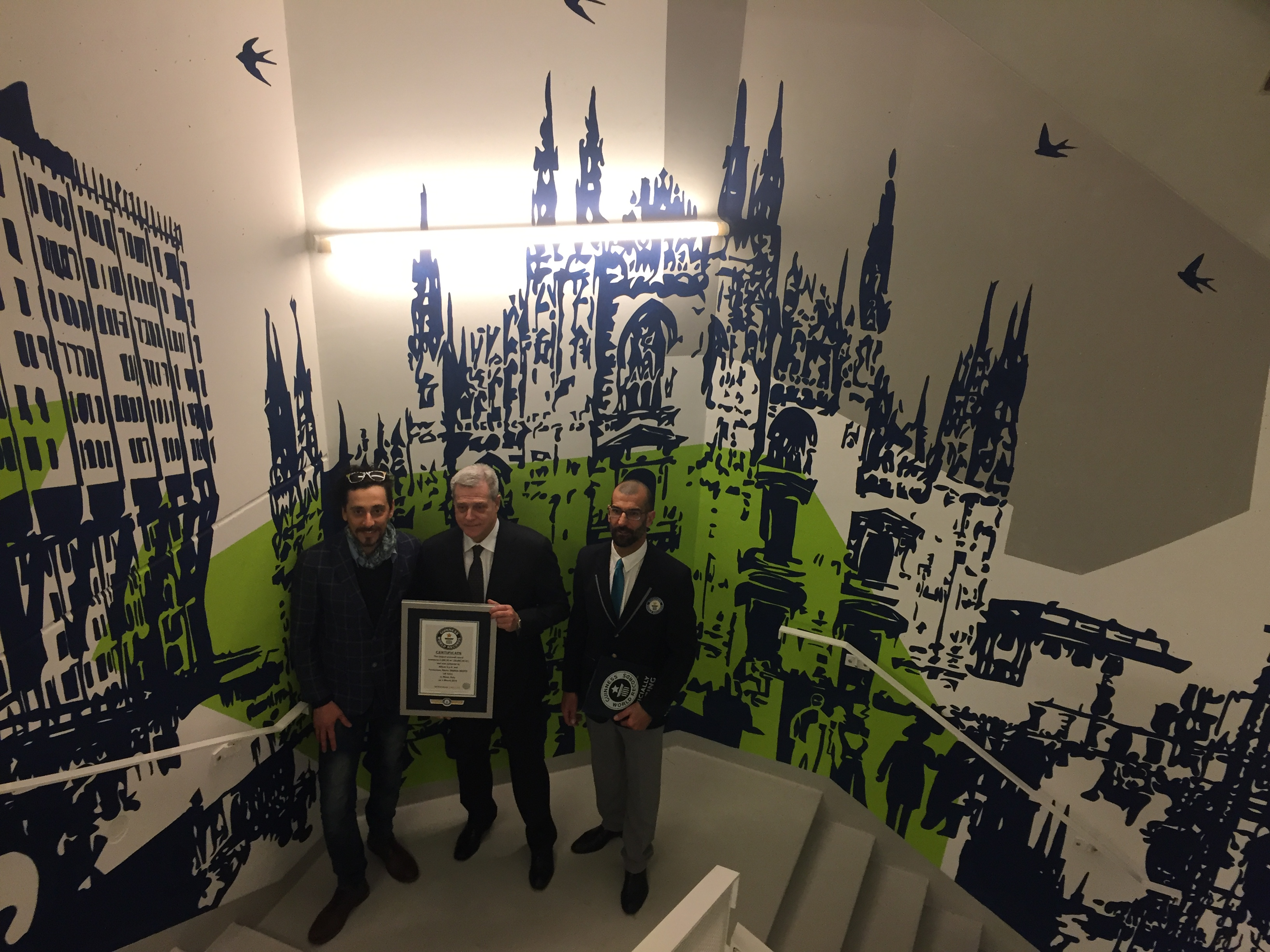
5 marzo 2019 - il giorno del record del murale lungo le scale della Torre Allianz

Il 5 marzo 2019 Allianz Italia e la Fondazione Allianz UMANA MENTE hanno ottenuto il titolo di Guinness World Records per il più grande murale del mondo lungo le scale di un edificio con l’opera di social art “Il giro del mondo in 50 piani”, realizzato all’interno della Torre Allianz dai dipendenti del Gruppo.
Dal 1º dicembre 2020 ospita la sede del Comitato Organizzatore dei Giochi Olimpici Invernali di Milano-Cortina 2026, fino a quel momento ospitato nel Grattacielo Pirelli.

## Descrizione
Distribuita su 50 piani dei quali 47 sono a destinazione direzionale, la torre ospita 2 800 dipendenti italiani del Gruppo Allianz. È caratterizzata da piani completamente illuminati da luce naturale, con viste panoramiche. Tramite una lobby su due livelli, la torre Isozaki è direttamente collegata con la piazza centrale di CityLife (zona dell'ex-Fiera in riqualificazione) e con la piazza sottostante dove è presente la fermata Tre Torri della M5.
Il 22 novembre 2015 è stata issata sulla sommità della torre una copia fedele della Madonnina, su quello che è diventato il tetto più alto della città meneghina.
Il progetto si ispira, nella sua impostazione generale e in alcune scelte formali ad un precedente progetto di Isozaki datato 1989, l'irrealizzato progetto di riqualifica per la stazione ferroviaria di JR Ueno, a Tokyo. Anche la torre di questo intervento era caratterizzata da una torre di 300 metri, dove ogni 50 metri fossero previsti dei piani smorzatori da usare in casi di incendi e terremoti. Come nella Torre Allianz, quattro grandi staffe di supporto ancoravano fronte e retro (entrambi dal profilo ondulato) al suolo tramite supporti dalla forma cubica.

## Trasporti
La torre è servita dalla linea 5 della metropolitana di Milano, la lilla, che è stata aperta il 14 novembre 2015.
- Tre Torri

## Galleria d'immagini

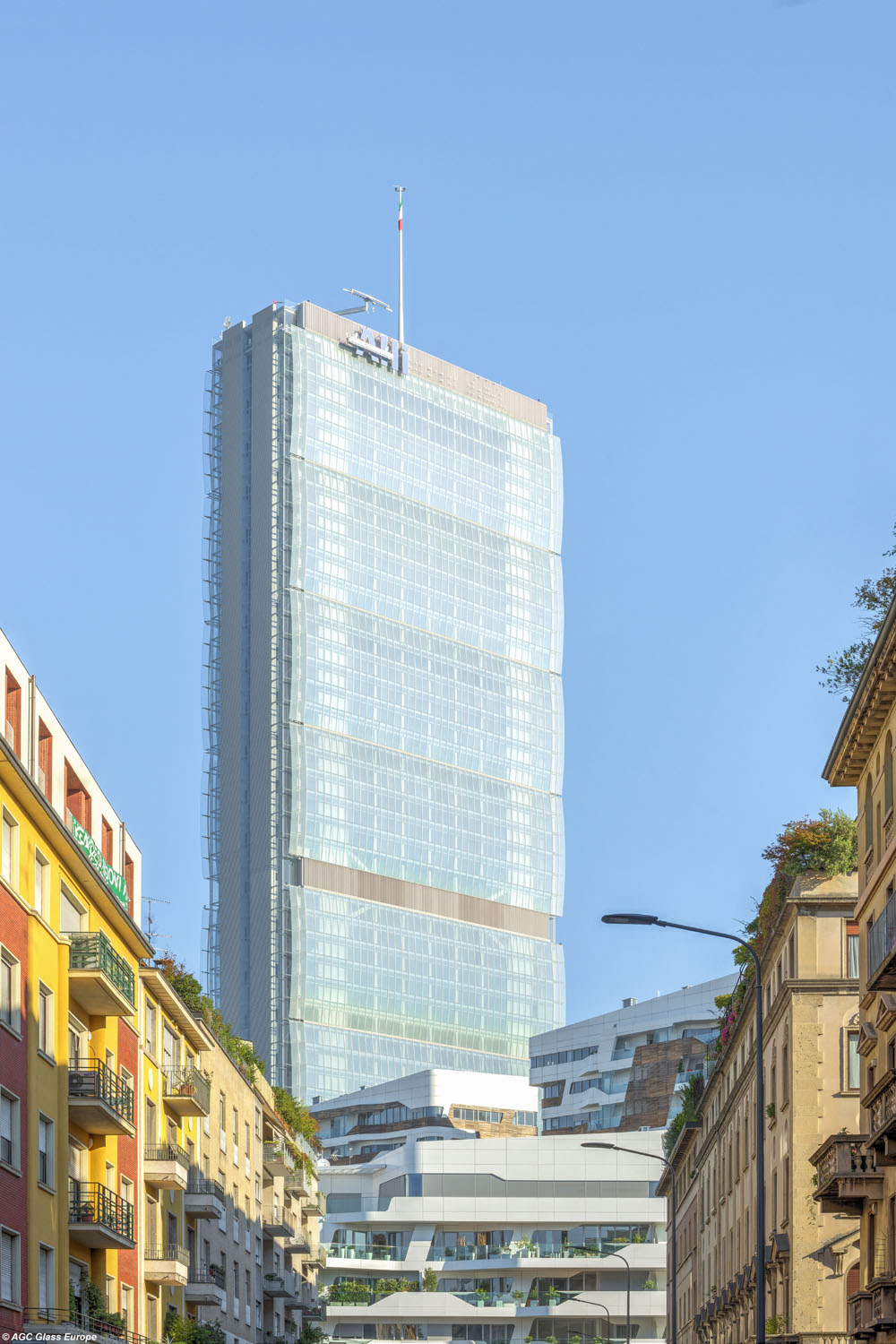
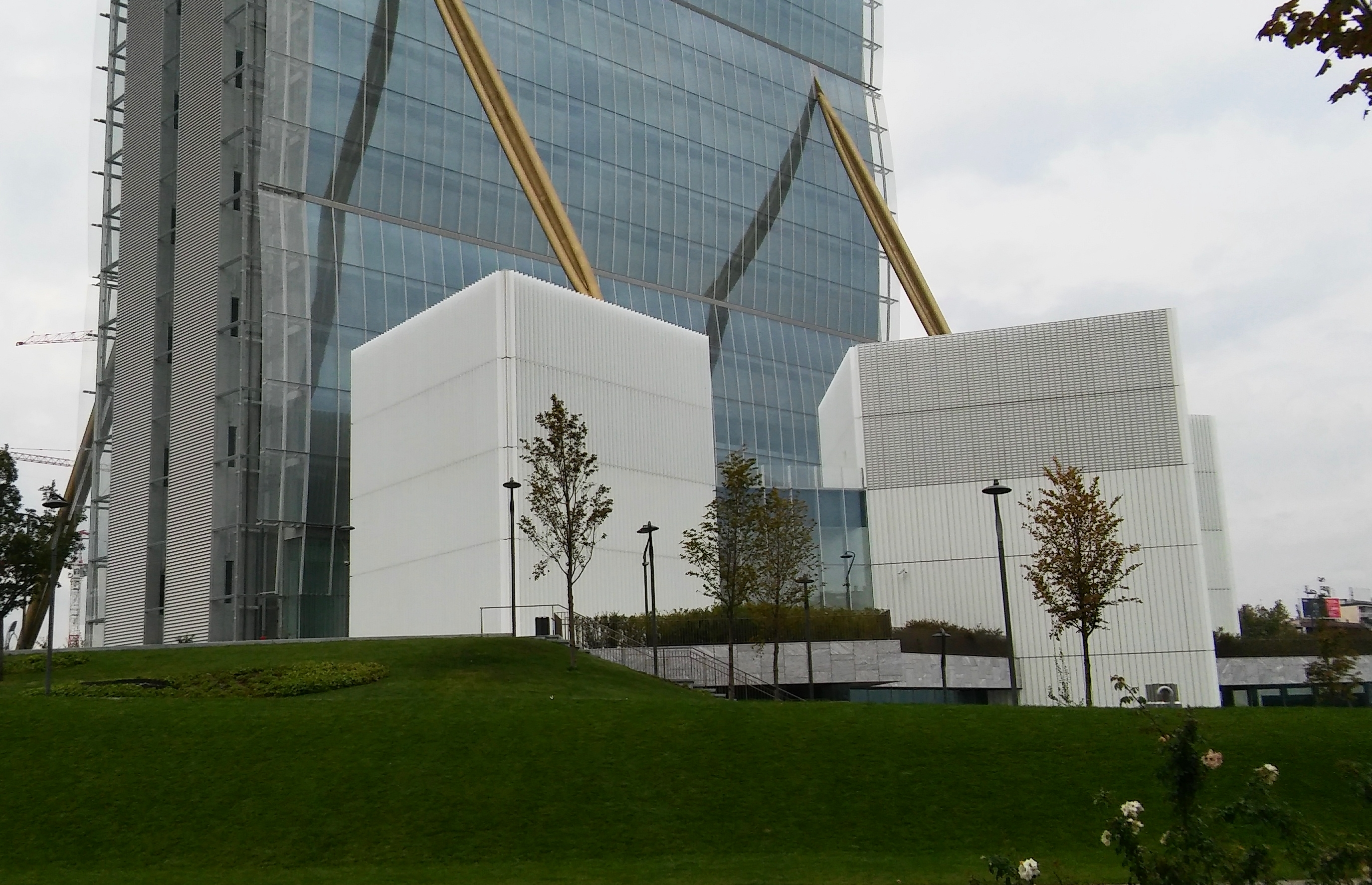
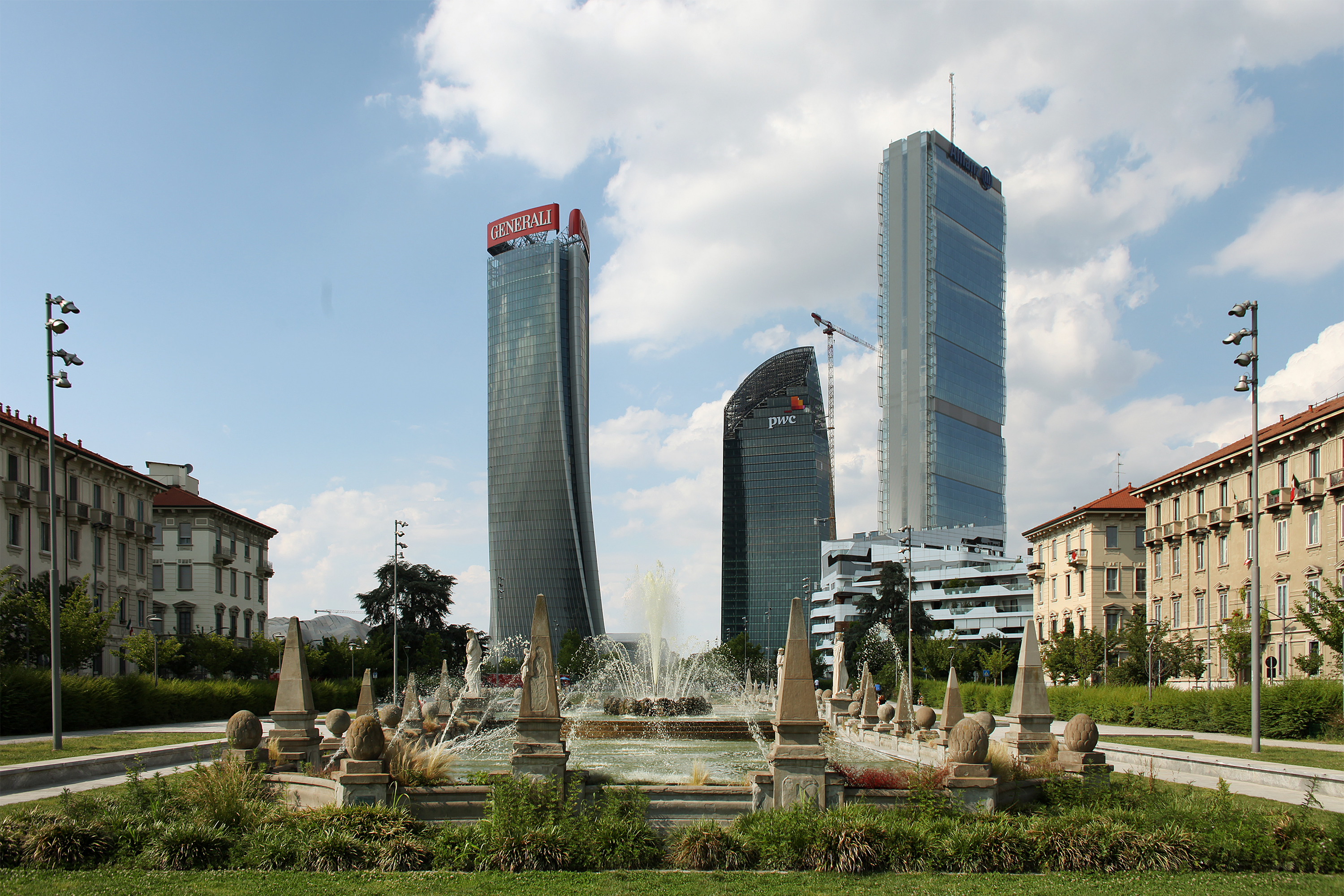